# 川北博
川北 博（かわきた ひろし、1925年8月1日 - 2018年12月9日）は、日本の公認会計士、税理士、不動産鑑定士、司法書士、会計学者（監査論）。階級は陸軍少尉。学位は博士（会計学）（中央大学・2000年）。
公認会計士・税理士川北事務所代表、山梨学院大学教授、日本公認会計士協会会長、アジア太平洋会計士連盟会長、サンワ・等松青木監査法人会長、監査法人トーマツ会長、デロイトトウシュトーマツインターナショナル代表者会議議長、公認会計士川北・徳永事務所代表社員、東亜大学大学院総合学術研究科教授、日本内部統制研究学会会長、有限責任中間法人日本IPO実務検定協会理事長、宗和税理士法人代表社員などを歴任した。

## 概要
石川県出身の公認会計士である。陸軍を経て、公認会計士・税理士川北事務所を創設する。サンワ・等松青木監査法人や監査法人トーマツの会長に就任し、デロイトトウシュトーマツインターナショナルの代表者会議では議長を務めた。その後、公認会計士川北・徳永事務所や宗和税理士法人の代表社員を務めた。日本公認会計士協会会長、アジア太平洋会計士連盟会長、日本内部統制研究学会会長、日本IPO実務検定協会理事長といった公職も歴任した。また、山梨学院大学、東亜大学、静岡県立大学などで教鞭を執り、後進の育成に努めた。

## 来歴

### 生い立ち
1925年、石川県金沢市にて生まれる。1945年（昭和20年）6月、陸軍士官学校（58期）を卒業後、陸軍少尉で太平洋戦争終戦を迎える。戦後、父である川北三治（税務代理士）の意思を継ぐべく、中央大学商学部にて学び、1950年に学士号を取得。後に中央大学から博士号を取得する。

### 公認会計士として
1949年公認会計士2次試験に合格。1955年「公認会計士・税理士川北事務所」を創設。1986年、監査法人トーマツの会長に就任し、1993年まで務める。1990年から1992年に掛けてはデロイトトウシュトーマツインターナショナルの代表者会議にて議長も務めていた。その後、「公認会計士・税理士川北徳永事務所」を設立、川北が代表に就任した。現在は「宗和税理士法人」をたちあげ、監査業務を「公認会計士川北・徳永事務所」で行っている。
日本公認会計士協会会長、大蔵省企業会計審議会委員、大蔵省公認会計士審査会委員、国際会計基準委員会（IASC）日本代表、国際会計士連盟（IFAC）日本代表、アジア太平洋会計士連盟（CAPA）会長、財団法人財務会計基準機構テーマ協議会議長といった公職を歴任し、その後は日本公認会計士協会の相談役を務めている。
学術・研究活動としては、山梨学院大学教授、東亜大学大学院総合学術研究科教授を歴任する。現在は、静岡県立大学経営情報学部客員教授を務め、中国人民大学客員教授も兼任する。現「日本ディスクロージャー研究学会」の理事を務め、2007年には八田進二らとともに「日本内部統制研究学会」の設立に携わり、初代会長に就任した。その他多くの学会、研究会、機関、団体等で活躍した。
2018年12月9日、心不全のため死去。93歳没。

## 研究
会計学を主な研究対象としており、公認会計士や監査法人代表としての経験から、監査論を専門としている。企業監査に関する著書も多く、サーベンス・オクスリー法、内部統制や企業統治について造詣が深い。「日本版SOX法」導入が迫る2007年時点での日本の現状について「多くの関係者が理解不足のなか、誤った理解に基づいて多くの企業が内部統制の構築に取り組んでいる」と厳しく指摘している。問題点の一つとして「米国流の内部統制を孫引きするだけで、本来の趣旨とは異なる内部統制を整備・運用している企業がある」ことを挙げている。

## 家族・親族
娘婿は徳永信（公認会計士、税理士）。

## 略歴
- 1925年 誕生
- 1945年 陸軍士官学校卒業
- 1950年 中央大学商学部卒業
- 1962年 山梨学院大学教授
- 1981年 日本公認会計士協会会長
- 1981年 大蔵省企業会計審議会委員
- 1981年 大蔵省公認会計士審査会委員
- 1981年 国際会計基準委員会日本代表
- 1981年 国際会計士連盟日本代表
- 1986年 アジア太平洋会計士連盟会長
- 1986年 監査法人トーマツ会長
- 1990年 デロイトトウシュトーマツインターナショナル代表者会議議長
- 1993年 中国人民大学客員教授
- 1994年 東亜大学大学院総合学術研究科教授
- 2002年 静岡県立大学経営情報学部客員教授
- 2007年 日本内部統制研究学会会長
- 2008年 日本IPO実務検定協会理事長

## 著書

### 単著
- 川北博著『新しい商法と税法による決算書類の作成実務』税務研究会出版局、1975年。
- 川北博著『学生諸君への手紙』TAC出版、1995年。ISBN 4885872936
- 川北博著『公認会計士――研究と入門』TAC、1996年。ISBN 4885874947
- 川北博著『会計情報監査制度の研究――日本型監査の転換』有斐閣、2001年。ISBN 4641161259
- 川北博著『【私本】会計・監査業務戦後史』日本公認会計士協会出版局、2008年。ISBN 9784433379483

### 共著等
- 川北博ほか著『新会計法規の実務』財経詳報社、1975年。
- 味村治・岩城謙二・川北博著『監査役の業務監査――ケーススタディ』商事法務研究会、1977年。
- 川北博・増子忠四郎著『不動産鑑定士試験の手引』税務経理協会、1980年。
- 川北博ほか共編『改正商法――要説と実務問題の解明』財経詳報社、1981年。ISBN 488177610X
- 川北博・増子忠四郎共著『不動産鑑定士試験の手引』税務経理協会、1988年。ISBN 4419010738
- 鳥羽至英・川北博ほか共著『公認会計士の外見的独立性の測定――その理論的枠組みと実証研究』白桃書房、2001年。ISBN 4561461205
- 川北博編著『新潮流監査人の独立性』同文舘出版、2005年。ISBN 449518721X